# 中国盆地列表
这是一个关于中国盆地的列表

## 第一阶梯
- 柴达木盆地，位于青海省，面积20万平方公里[1]

## 第二阶梯
- 塔里木盆地，位于新疆维吾尔自治区，面积53万平方公里[2]
- 准噶尔盆地，位于新疆维吾尔自治区，面积38万平方公里[3]
- 四川盆地，位于四川省，面积16万平方公里[4]
- 焉耆盆地，位于新疆塔里木盆地东北侧，面积約1.3万平方公里[5]
- 吐鲁番盆地，位于新疆维吾尔自治区，面积約50140平方公里[6][7]
- 三淖盆地，位于新疆维吾尔自治区东北部
- 哈密盆地，位于新疆维吾尔自治区[8]
- 巴里坤盆地，位于新疆维吾尔自治区[9]
- 徽成盆地，位于甘肃省
- 关中盆地，位于陕西省，面积39064.5平方公里[10]
- 汉中盆地，位于陕西省，又称汉中平原[11]
- 晋中盆地，位于山西省，面积5000平方公里[12]，也称汾河谷地、太原盆地
- 运城盆地，位于山西省，面积6211平方千米
- 晋城盆地，位于山西省，面积9490平方千米
- 大同盆地，位于山西省，面积5100平方公里
- 上党盆地，位于山西省，面积13896平方公里[13]
- 陕甘宁盆地，地跨陕、甘、宁、晋、内蒙古五省区，面积25万平方公里[14]
- 库木库勒盆地，位于青藏高原北部边缘、新疆维吾尔自治区，面积45000平方千米

## 第三阶梯
- 洛阳盆地，位于河南省，以及洛阳地区之内的伊川盆地、汝阳盆地、宜阳盆地、洛宁盆地、嵩县盆地等盆地，面积1000平方公里[15]
- 南阳盆地，位于河南省，面积46291平方公里[16]
- 金衢盆地，位于浙江省[17]
- 诸暨盆地，位于浙江省
- 天台盆地，位于浙江省
- 衡阳盆地，位于湖南省，面积5200多平方公里
- 吉泰盆地，位于江西省，面积1.87万平方公里
- 广西盆地，位于广西壮族自治区，
- 兴宁盆地，位于广东省，面积400平方公里，又称宁江平原
- 丹阳盆地，位于福建省，面积25平方公里

## 外部連結
- 中國政府門戶網站（页面存档备份，存于）